# كلايف بست
كلايف بست (بالإنجليزية: Clive Best)‏ هو لاعب دوري الرغبي بريطاني، ولد في 4 أغسطس 1931 في Tredegar ‏ في المملكة المتحدة، وتوفي في 17 أبريل 2013 في كيركهاول ‏ في المملكة المتحدة.